# Karl Wichert

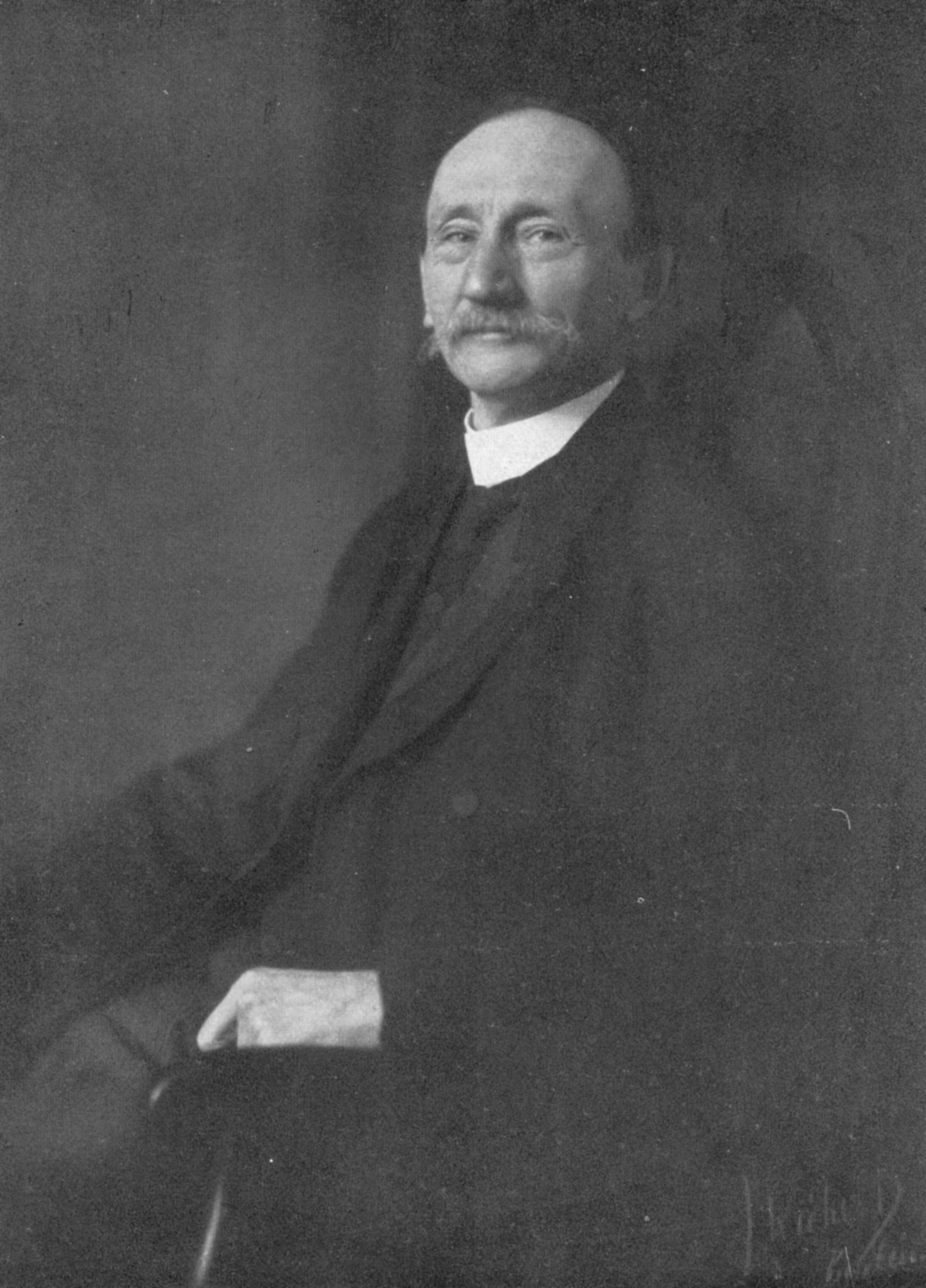
Karl Wichert 1914

Karl Wichert (* 10. Mai 1843 in Königsberg i. Pr.; † 18. Juni 1921 in Nauheim) war ein deutscher Eisenbahningenieur.

## Leben
Wichert studierte Maschinenbau an der TH Charlottenburg und trat als Maschinenmeister in den Dienst der Preußischen Staatseisenbahnen. Er leitete das maschinentechnische Büro bei der Eisenbahndirektion Bromberg. Als wissenschaftlicher Hilfsarbeiter wechselte er 1875 in das preußische Ministerium für Handel, Gewerbe und öffentliche Arbeiten. Später arbeitete er für das Betriebsamt der Berliner Stadt- und Ringbahn. Im Jahr 1883 wurde er Mitglied der königlichen Eisenbahndirektion Berlin. Er wechselte 1889 erneut ins Ministerium und wurde 1894 zum Geheimen Baurat ernannt. Er blieb dort bis 1904 Leiter der maschinentechnischen Abteilung. Er bemühte sich um die Einführung der selbsttätigen Zugbremse und konnte bei den preußischen Bahnen die Dampfheizung und die Kunze-Knorr-Bremse durchsetzen.
Wichert war Gründungs- und Vorstandsmitglied des Vereins Deutscher Maschinen-Ingenieure, der sich 1920 in Deutsche Maschinentechnische Gesellschaft (DMG) umbenannte. Zwischen 1899 und 1920 war er Erster Vorsitzender der Organisation. Seit 1912 war er Ehrenmitglied. Anlässlich seines 70. Geburtstages spendete die Norddeutsche Wagenbau-Vereinigung 20.000 Mark als Basiskapital für die Wichert-Stiftung, die 1972 in die DMG-Stiftung, die heutige DMG-Krienitz-Stiftung, überging.

## Ehrungen
- Dr.-Ing. E. h. der TH Charlottenburg (1913)
- Wirklicher Geheimer Rat, Exzellenz